# Wiśnicz Stary (gromada)
Wiśnicz Stary (od 30 marca 1966 do 31 grudnia 1972 Stary Wiśnicz) – dawna gromada, czyli najmniejsza jednostka podziału terytorialnego Polskiej Rzeczypospolitej Ludowej w latach 1954–1972.
Gromady, z gromadzkimi radami narodowymi (GRN) jako organami władzy najniższego stopnia na wsi, funkcjonowały od reformy reorganizującej administrację wiejską przeprowadzonej jesienią 1954 do momentu ich zniesienia z dniem 1 stycznia 1973, tym samym wypierając organizację gminną w latach 1954–1972.
Gromadę Wiśnicz Stary z siedzibą GRN w Wiśniczu Starym utworzono – jako jedną z 8759 gromad na obszarze Polski – w powiecie bocheńskim w woj. krakowskim, na mocy uchwały nr 18/IV/54 WRN w Krakowie z dnia 6 października 1954. W skład jednostki weszły obszary dotychczasowych gromad Wiśnicz Stary, Wiśnicz Mały i Kobyle ze zniesionej gminy Wiśnicz Nowy w tymże powiecie. Dla gromady ustalono 27 członków gromadzkiej rady narodowej.
11 grudnia 1965 nazwę Wiśnicza Starego zmieniono na Stary Wiśnicz, natomiast nazwę gromady na gromada Stary Wiśnicz dopiero 30 marca 1966.
Gromada przetrwała do końca 1972 roku, czyli do kolejnej reformy gminnej.